# V1256 Геркулеса
V1256 Геркулеса (лат. V1256 Herculis) — тройная звезда в созвездии Геркулеса на расстоянии приблизительно 1250 световых лет (около 383 парсек) от Солнца. Видимая звёздная величина звезды — от +13,5m до +12,6m.
Пара первого и второго компонентов — двойная затменная переменная звезда типа W Большой Медведицы (EW). Орбитальный период — около 0,3183 суток (7,6386 часа).
Открыта проектом ROTSE-1 в 2000 году*.

## Характеристики
Первый компонент — жёлтый карлик спектрального класса G4. Масса — около 0,95 солнечной, радиус — около 1,14 солнечного, светимость — около 0,974 солнечной. Эффективная температура — около 5631 K.
Второй компонент — жёлтый карлик спектрального класса G1*. Масса — около 0,36 солнечной. Эффективная температура — около 5740 K.
Третий компонент. Масса — не менее 0,19 солнечной*. Орбитальный период — около 8,1 года. Удалён в среднем на 4,58 а.е.*.